# Wołoczyska Grupa Armii
Wołoczyska Grupa Armii – jedna z radzieckich grup armii. 
Wchodziła w skład Frontu Ukraińskiego gen. armii Siemiona Timoszenko. Jej dowódcą był komkor Filip Golikow. Wołoczyska Grupa Armii brała udział w agresji ZSRR na Polskę od 17 września 1939.

## Dowódcy grupy
- komkor Filip Golikow

## Struktura organizacyjna
Skład we wrześniu 1939:
- II Korpus Kawalerii
  - 3 Dywizja Kawalerii
  - 5 Dywizja Kawalerii
  - 14 Dywizja Kawalerii
  - 24 Brygada Pancerna
- XVII Korpus Strzelecki
  - 96 Dywizja Strzelców
  - 97 Dywizja Strzelców
  - 10 Brygada Pancerna
  - 38 Brygada Pancerna